# The Volunteer (film fra 1917)
The Volunteer er en amerikansk stumfilm fra 1917 af Harley Knoles.

## Medvirkende
- Madge Evans
- Henry Hull som Jonathan Mendenhall
- Muriel Ostriche
- Victor Kennard
- Jack Drumier som Timothy Mendenhall